# مايكل فراي (عداء سريع)
مايكل فراي (بالإنجليزية: Michael Fray) هو عداء سريع جامايكي، ولد في 3 سبتمبر 1947.

## وصلات خارجية
- مايكل فراي على موقع الاتحاد الدولي لألعاب القوى (الإنجليزية)
- مايكل فراي على موقع اللجنة الأولمبية الدولية (الإنجليزية)
- مايكل فراي على موقع أوليمبيديا (الإنجليزية)
- مايكل فراي على موقع اتحاد ألعاب الكومنولث (مؤرشف) (الإنجليزية)